# Вітя, чао!
«Вітя, чао!» — пісня, кліп-фейлетон, знятий групою тележурналістів і громадських активістів та присвячений українському президенту Віктору Януковичу. Кліп відразу став одним з хітів українського сектора YouTube: уже на 12 грудня 2013 року набрав понад 120 тисяч переглядів, а за перший тиждень з розміщення він став лідером серед пошукових запитів з України сервісу Google. Станом на 10 березня 2014 року тільки в першій, найвідомішій, версії кліп мав понад мільйон переглядів. Пісня стала одним з «гімнів Євромайдану».

## Задум
В основу пісні покладено мелодію популярної італійської народної пісні «Белла Чао» («Прощавай, красуне!»), популярної в часи Другої світової війни серед учасників руху Опору в Італії (вона входила у репертуар відомого шансоньє Іва Монтана), яка мала популярність і в колишньому Радянському Союзі.

## Творча група
- Автор українського тексту: Ірина Земляна («Демократичний Альянс»)
- Автор ідеї і режисер кліпу: Азад Сафаров,(журналіст 5-го каналу)
- Оператор Іван Наконечний (5-й канал)
- Перше виконання: Ольга Хуторянець (телеканал СТБ)

## Відеоряд
Ролик складається із нарізки світлин, які присвячені президенству Януковича та подіям Євромайдану. Зокрема, є відомі кадри офіційних візитів Януковича та падіння на нього вінка у Меморіалу Вічної Слави; показано як «Беркут» б'є лежачих людей і фотографа, який продовжує знімати, тощо.
Ці відео змінюються короткими відеосюжетами рукостискання з Путіним, як Янукович бігає у своєму дворі по пеньках, не може вилізти з крісла під час гри футбольної збірної України з Францією, танцює з Акімовою.

## Текст
|  | Прощай, гаранте, Не повертайся! А Вітя чао, Вітя чао, Вітя чао-чао-чао! І Межигір'я, і Сухолуччя Музеєм стане завтра все. Жорстокий «Беркут», Суди продажні… А Вітя чао, Вітя чао, Вітя чао-чао-чао! Ні прокурори, ні Вовка Путін, Не захистять вони тебе! Вставай Країно! Прокиньтесь люди! А Вітя чао, Вітя чао, Вітя чао-чао-чао! Всім на Майдани виходить треба Проти свавілля влади стать. Нам буде важко, Ми всі це знаєм. А батя чао, батя чао, Батя чао-чао-чао! Та за свободу рідного краю Боротись будем до кінця! |

## Цікаві фати
Пісня двічі звучить в фільмі Сергія Лозниці «Майдан».